# City of Angels
City of Angels (conocida como Un ángel enamorado en Hispanoamérica) es una película estadounidense de 1998, dirigida por Brad Silberling y protagonizada por Nicolas Cage y Meg Ryan. Ambientada en Los Ángeles, California, la película es una nueva versión de Wings of Desire (Der Himmel über Berlin) de Wim Wenders de 1987, que se desarrolla en Berlín. Al igual que en el original, City of Angels cuenta la historia de un ángel (Cage) que se enamora de una mujer mortal (Ryan) y desea volverse humano para poder estar con ella. Con la guía de un hombre (Dennis Franz) que ya hizo la transición de la inmortalidad, el ángel cae y descubre la experiencia humana.
Cuando la productora Dawn Steel vio potencial para buscar más ideas de historias en el concepto original de Wenders, ella y su esposo Charles Roven adquirieron los derechos para una adaptación en inglés. Después de años de retraso, encontraron el apoyo de Warner Bros. y reclutaron a Silberling y a la guionista Dana Stevens para ejecutar el proyecto. Los temas fueron tomados del trabajo de Wenders, aunque el final fue alterado, con un efecto más trágico. City of Angels fue filmada en California y dedicada a Steel, quien murió antes del estreno.
La adaptación fue lanzada con éxito financiero, pero críticas mixtas, y algunos críticos la consideraron sensiblera. También se destacó por su banda sonora y sus interpretaciones, por todo lo cual fue nominada a varios premios.

## Argumento
En Los Ángeles, California, Seth es uno de los muchos ángeles que vigilan a los humanos y los protegen de formas invisibles. La principal responsabilidad de Seth es aparecer ante aquellos que están cerca de la muerte y guiarlos a la próxima vida. Durante esta tarea, Seth y uno de sus compañeros ángeles, Cassiel, disfrutan preguntando a la gente cuál fue su cosa favorita en la vida. A pesar de estos encuentros diarios, tienen problemas para comprender a los seres humanos y sus costumbres, ya que los ángeles carecen de sentidos humanos.
Mientras espera para escoltar al otro mundo a un hombre que se somete a una cirugía cardíaca, Seth está impresionado por los vigorosos esfuerzos de la cirujana, Maggie Rice, para salvar la vida del infortunado hombre y su sincera angustia por no haberlo hecho. Seth pronto se preocupa por Maggie y decide hacerse visible para ella. Desarrollan una amistad que pronto se convierte en atracción mutua, aunque Maggie ya está involucrada con uno de sus colegas, Jordan Ferris. Luego, Seth conoce a Nathaniel Messinger, uno de los pacientes de Maggie, que puede sentir la presencia de Seth y la de otros ángeles. Nathaniel le dice a Seth que él también había sido una vez un ángel pero, por medio del libre albedrío otorgado por igual a mortales y ángeles, decidió volverse humano a través del proceso al que se refiere como "caer". Seth comienza a considerar ejercer esta opción para poder estar con Maggie, y ella se entera de que es un ángel.

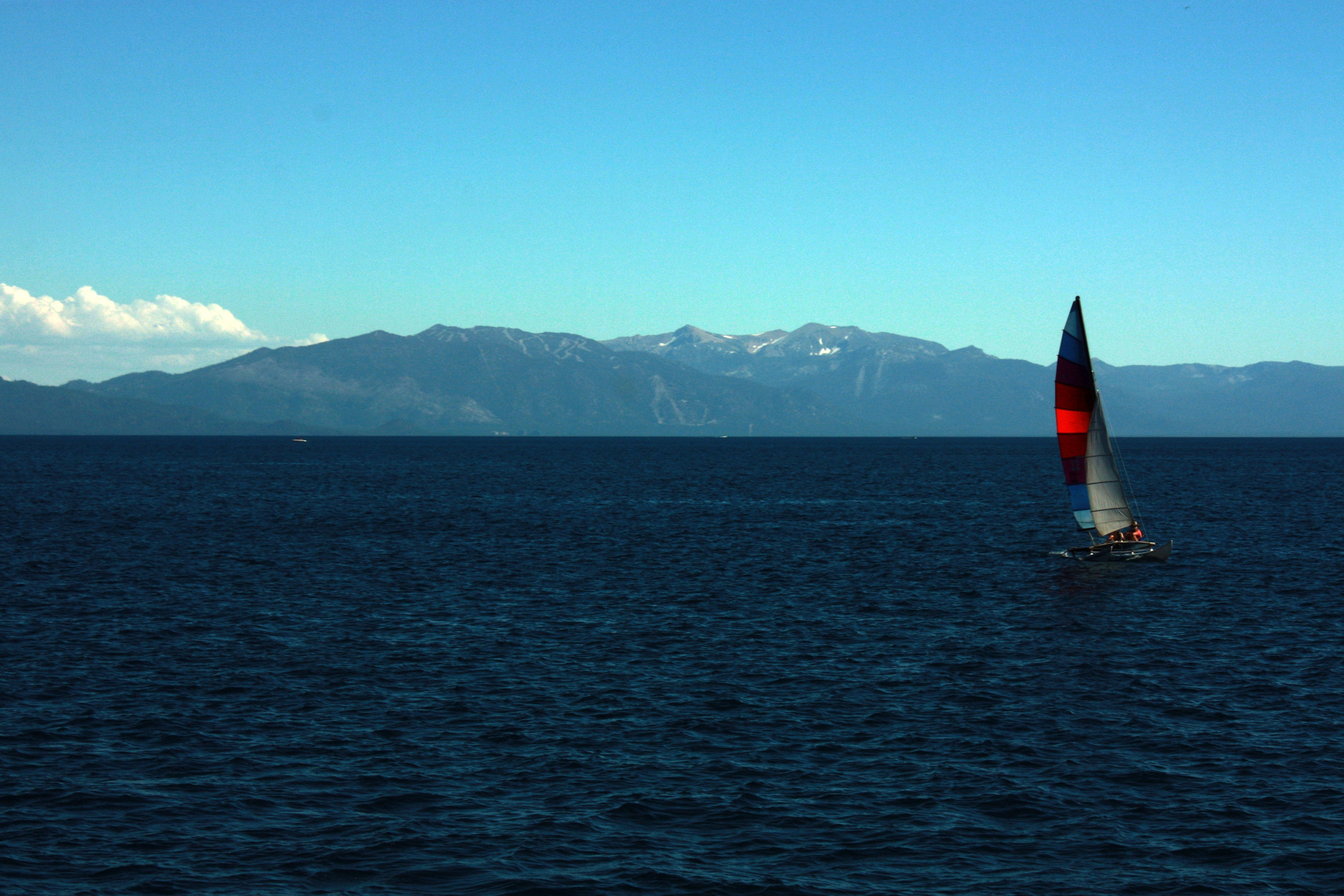
El lago Tahoe.

Seth decide hacerse humano mediante el gesto simbólico de saltar desde lo alto de un rascacielos. Inmediatamente después de despertar, comienza a experimentar todos los sentimientos y sensaciones humanas que nunca había podido comprender, comenzando con lesiones físicas y dolor. Ahora humano, Seth se dirige al hospital para ver a Maggie, pero se le dice que ha ido a la cabaña de montaña de su tío para un descanso.
Sin un centavo e ingenuo, no puede pagar el viaje y termina siendo asaltado. Con el tiempo, consigue que lo lleven al lago Tahoe y aparece, empapado y frío, en la puerta de Maggie. Maggie se da cuenta de que él ha renunciado a su condición angelical por su amor y tienen sexo. A la mañana siguiente, mientras Seth está en la ducha, Maggie va en bicicleta a una tienda local. En su camino de regreso, feliz y realizada, monta su bicicleta con los ojos cerrados y los brazos abiertos. Su felicidad se corta cuando no se da cuenta de un camión maderero que retrocede en su camino y muere en la colisión.
Seth siente que Maggie está en problemas y corre en su ayuda. Llega a tiempo para que Maggie le diga que ve al ángel que ha venido a acompañarla. Aunque Seth ya no puede ver a los ángeles, sabe que están allí y le ruega desesperadamente a Maggie que no los mire. Maggie le dice que ya no tiene miedo y que cuando le pregunten cuál fue su cosa favorita en la vida, ella dirá que fue Seth, antes de morir.
Apesadumbrado y solo, Cassiel visita a Seth. Seth pregunta si está siendo castigado por dejar el cielo para ser humano, lo que Cassiel le asegura que no es el caso. Algún tiempo después, Seth expresa su alegría de ser humano y el hecho de que ha llegado a un acuerdo con su nueva vida corriendo hacia el océano y sintiendo las olas.

## Reparto

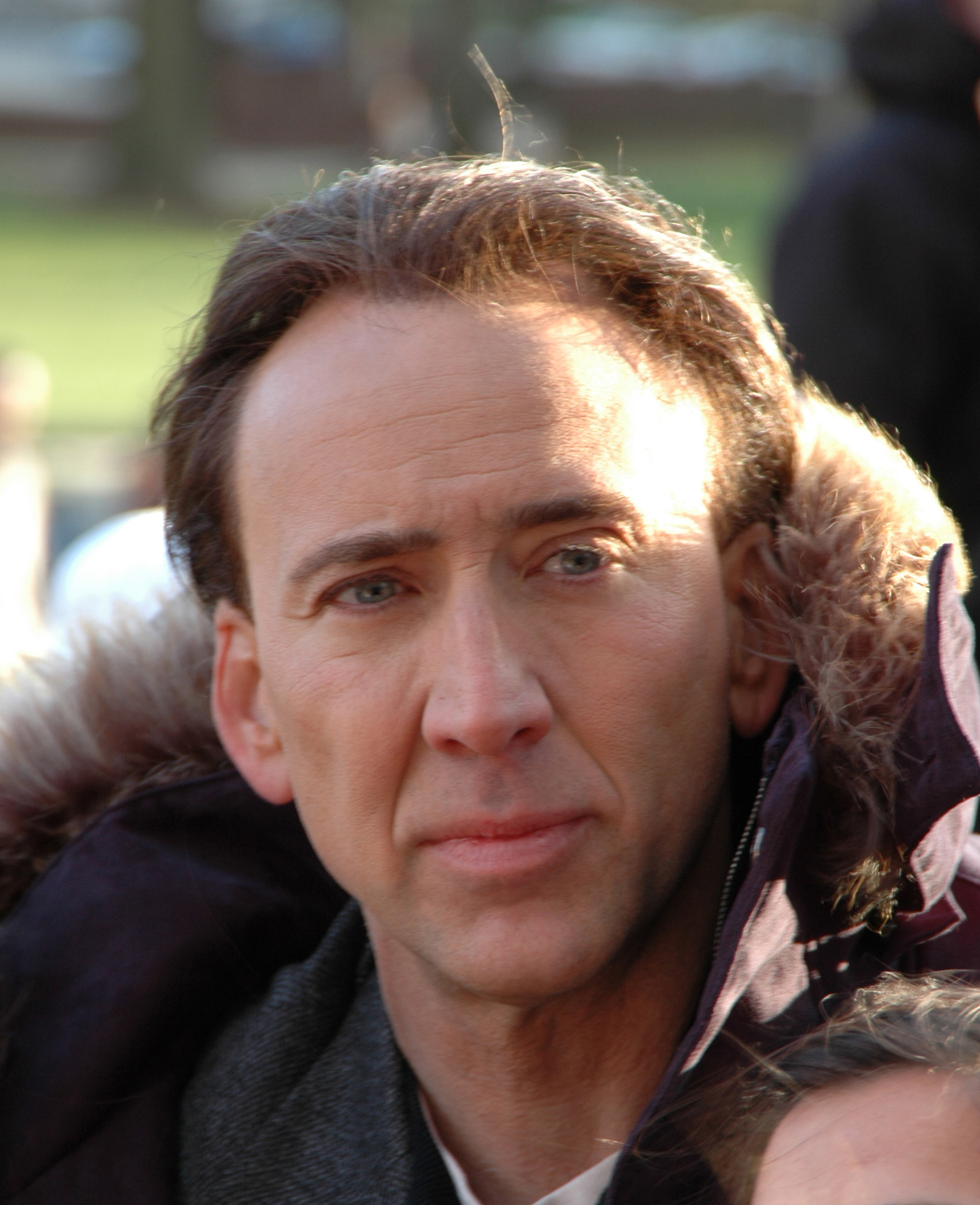
Nicolas Cage.

| Actor          | Personaje           | Análogo en Der Himmel über Berlin | Actor original    |
| -------------- | ------------------- | --------------------------------- | ----------------- |
| Nicolas Cage   | Seth                | Damiel                            | Bruno Ganz        |
| Meg Ryan       | Dra. Maggie Rice    | Marion                            | Solveig Dommartin |
| Andre Braugher | Cassiel             | Cassiel                           | Otto Sander       |
| Colm Feore     | Jordan Ferris       |                                   |                   |
| Dennis Franz   | Nathaniel Messinger | Peter Falk                        | Peter Falk        |
| Robin Bartlett | Anne                |                                   |                   |
| Joanna Merlin  | Teresa Messinger    |                                   |                   |
| Sarah Dampf    | Susan               |                                   |                   |

## Temas

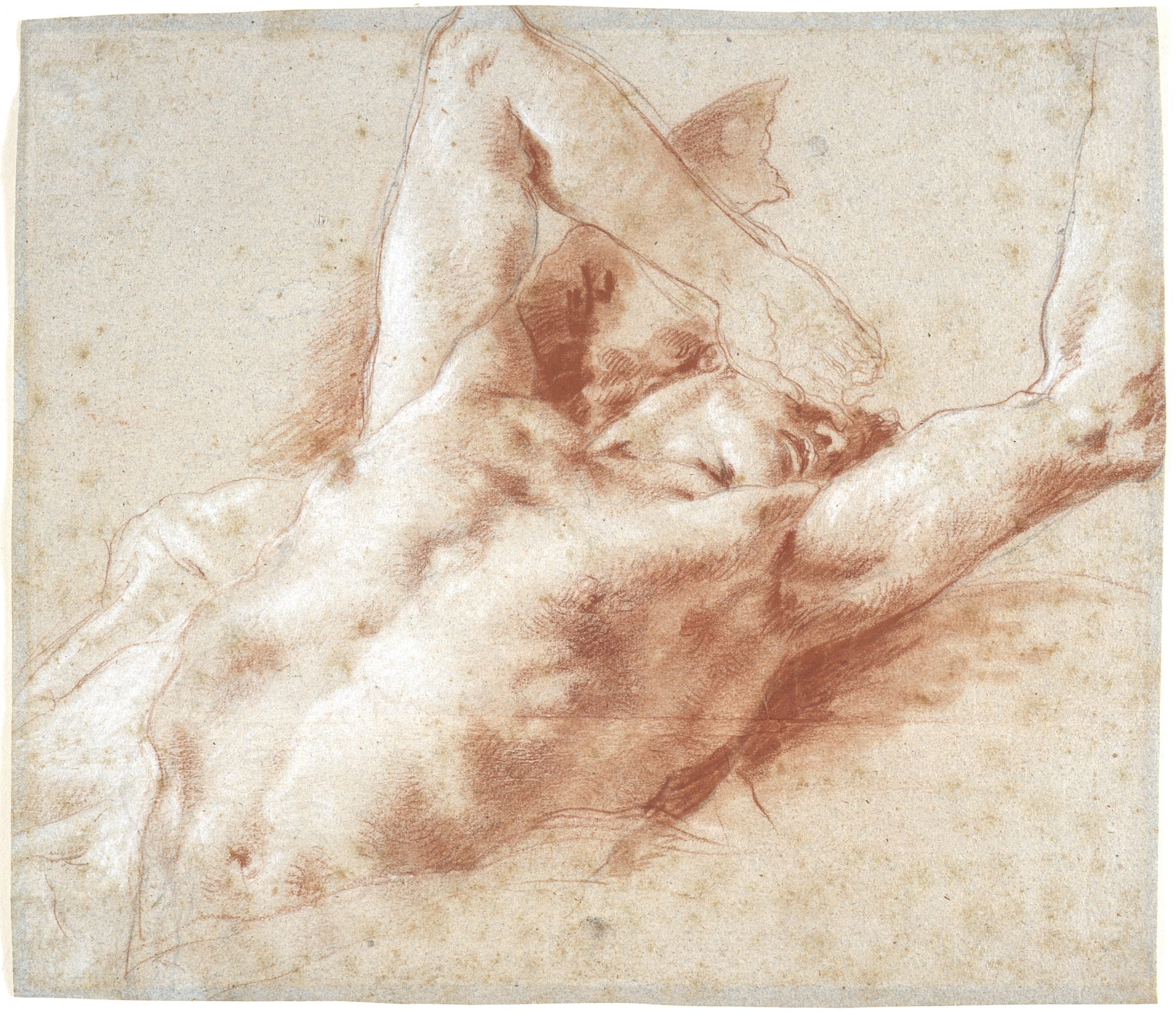
La historia de Seth invoca la mitología de los ángeles caídos, aunque no es malvado.

City of Angels invoca la idea del ángel caído en la transformación de Seth en un humano. Sin embargo, el autor Scott Culpepper sostiene que esto no está relacionado con el mal o el exilio del cielo, sino que se basa en el libre albedrío. El hecho de que Maggie muera poco después de la transformación de Seth plantea la cuestión de si Seth dejó "el cielo por cenizas", pero la conclusión es que "la temporalidad misma de las relaciones, experiencias y sentimientos es lo que las hace significativas". La realización de Seth es seguida por la escena final en la que se sumerge en el océano, y Cassiel, por lo demás "estoico", le sonríe. Los sociólogos Albert Bergesen y Andrew Greeley escriben que esto comunica "no sólo la gloria de estar vivo... sino la aparente aprobación del cielo de esa elección".
El escritor Brian Godawa interpreta que la película tiene una "cosmovisión humanista" en la que las experiencias físicas que los humanos pueden disfrutar tienen más valor para los ángeles que las espirituales. Sin embargo, Godawa siente que esto contradice 1 Pedro 1:12 , donde "las cosas que los ángeles desean ver" son verdades espirituales en el evangelio del Espíritu Santo. El enciclopedista Andrew Tate escribe que Maggie es una cirujana sin fe espiritual y, a través de Seth, "aprende a confiar en lo invisible", mientras que Seth aprende las maravillas de la vida a través de ella.

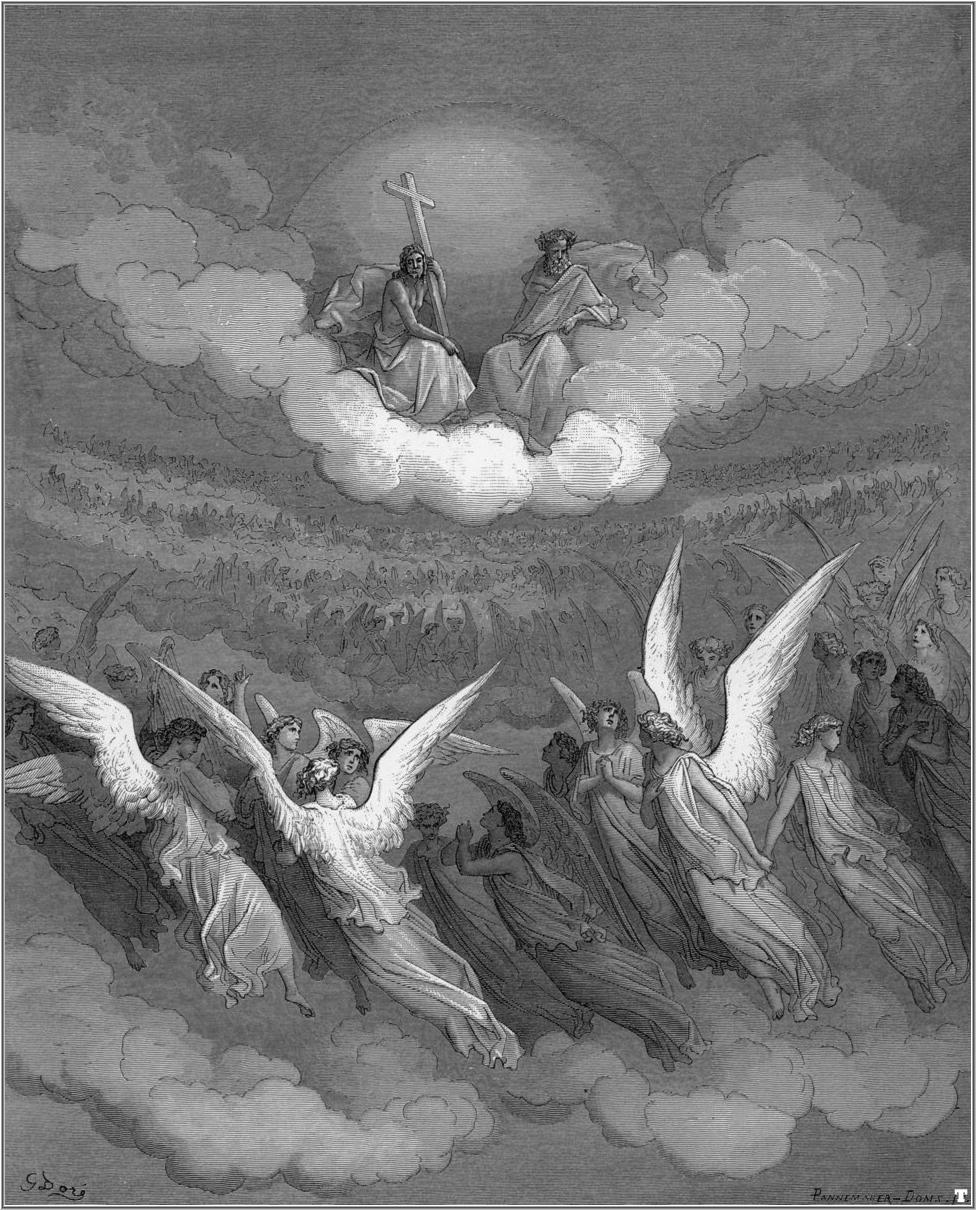
El profesor Christopher R. Miller contrastó los personajes de City of Angels con los ángeles de El paraíso perdido.

El profesor Christopher R. Miller observa la recomendación del libro de Seth para Maggie es París era una fiesta de Ernest Hemingway, pero Miller sugiere que El paraíso perdido de John Milton hubiera sido más interesante. Miller contrastó la epopeya de Milton, en la que "los ángeles eran materia y espíritu" y "exhibiciones sibaritas", con la descripción de los seres sobrenaturales en la película.
Tate cree que el hecho de que los ángeles residan en las bibliotecas indica que representan "una era de razón, orden y aprendizaje", aunque estos principios llevaron a un declive en la fe, contemplando la línea de Nathaniel: "ya no creen en nosotros". Miller cuestiona la línea de "nadie cree", señalando las ventas de libros de New Age de 1998, la obra Angels in America y la serie de televisión Touched by an Angel.
Sobre la elección de Los Ángeles como escenario, Gabriel Solomons contrasta la descripción de la ciudad como una puerta al cielo con otras películas que la describen como un "callejón sin salida psicológico" o un infierno real (como en Constantine). Sin embargo, el profesor Jeff Malpas dice que, mientras que Der Himmel über Berlin se basó en Berlín, Los Ángeles, a veces conocida en la vida real como la "Ciudad de los Ángeles" (City of Angels), "no ofrece nada más que una ubicación conveniente".

## Producción

### Desarrollo
El director Brad Silberling elogió la película franco-alemana Der Himmel über Berlin de Wim Wenders de 1987, calificándola de "verdaderamente la experiencia cinematográfica más increíble de observación de los detalles humanos". Silberling, aunque reconoció que la película de Wenders estaba pensada como un tributo a Berlín Occidental, comentó que se convirtió en "una discusión humana más amplia". En 1989, por iniciativa de la productora Dawn Steel, su empresa se acercó a Wenders para comprar los derechos de una adaptación. Sin embargo, la producción se retrasó, ya que Steel llevó el proyecto a The Walt Disney Company y Turner Entertainment antes de establecerse finalmente en Warner Bros. Silberling se aseguró el puesto de director después de su éxito con la adaptación cinematográfica de 1995 de Casper.
Mientras que el esposo de Steel, Charles Roven dijo que ella "sentía que había otra película en la idea de Wings of Desire", los borradores de los guiones de varios autores la dejaron insatisfecha. Posteriormente, seleccionó a Dana Stevens como guionista. Stevens profesaba admiración por el original de Wenders y creía que podía "capturar su esencia", mientras reconsideraba su narrativa no lineal. También defendió el escenario de California, diciendo que "Los Ángeles es metafóricamente más representativa de Estados Unidos que cualquier otra ciudad... Tiene todas las personalidades, y me gusta la idea de que los ángeles estén entre todas estas culturas étnicas diferentes".

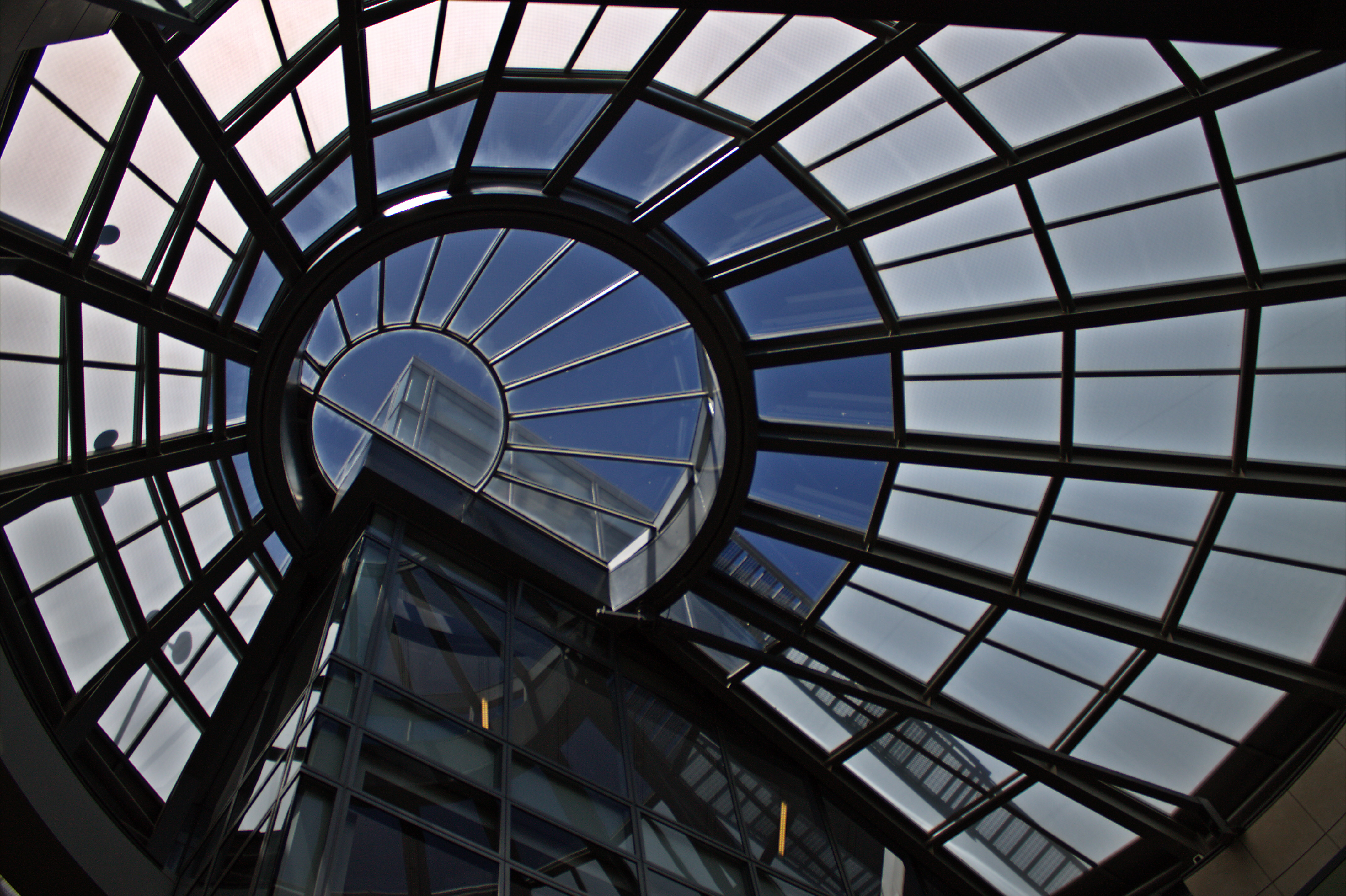
La Biblioteca Pública de San Francisco fue un lugar de rodaje.

La estrella Nicolas Cage dijo que trasladar el escenario de Berlín en la época del Muro a Los Ángeles exigía cambios en la historia, con un mayor enfoque en el romance. Silberling y Cage señalaron que el proyecto siguió a otras películas con temas de ángeles, como Michael y The Preacher's Wife, ambas estrenadas en 1996. No estaban impresionados con estas películas anteriores y dibujaron alas de ángel en el guion de City of Angels para identificar las partes que sintieron que necesitaban una mejora.
Aunque Silberling no usó el blanco y negro que ven los ángeles en el original Der Himmel über Berlin y Faraway, So Close!, la adaptación toma prestada la idea de ángeles que habitan bibliotecas. Wenders y su equipo también desarrollaron el diseño de vestuario de abrigos para ángeles, y Wenders le dijo a Silberling que experimentaron con el vestuario durante la producción antes de decidirse por este estilo. El final de la historia fue alterado, por lo que Maggie muere, una conclusión menos feliz que la original. Silberling comparó esto con una escena en Wings of Desire donde el ángel protagonista va al lado de un motociclista cerca de la muerte.
Silberling afirmó que hubo una supervisión mínima de Warner Bros. durante la escritura y el rodaje, debido a la prioridad dada a la franquicia cinematográfica de Batman. City of Angels fue la última película producida por Steel y Roven antes de su muerte, y está dedicada a ella.

### Reparto
Originalmente, Silberling imaginó emplear actores novatos en los papeles principales, pero artistas reconocidos con el nivel de reconocimiento de Cage y Meg Ryan atraerían apoyo para la producción. Después de haber completado papeles orientados a la acción en The Rock, Con Air y Face / Off, Cage estaba ansioso por protagonizar una película más profunda cuando recibió el guion de Stevens. Aceptó interpretar el papel, notando los problemas espirituales de la historia y el impacto que tuvo en él, pero sin dar más detalles sobre sus propias creencias. Ryan también acordó aceptar el papel de Maggie, comentando "No sé si los ángeles están flotando alrededor, pero la idea de que hay una fuerza guía es algo que acepto".
Andre Braugher, actor de la serie de televisión Homicide: Life on the Street, pudo trabajar en el proyecto mientras Homicide estaba de descanso antes del comienzo de su sexta temporada. Su nuevo coprotagonista Dennis Franz también protagonizó una serie de procedimientos policiales, NYPD Blue.

### Filmación

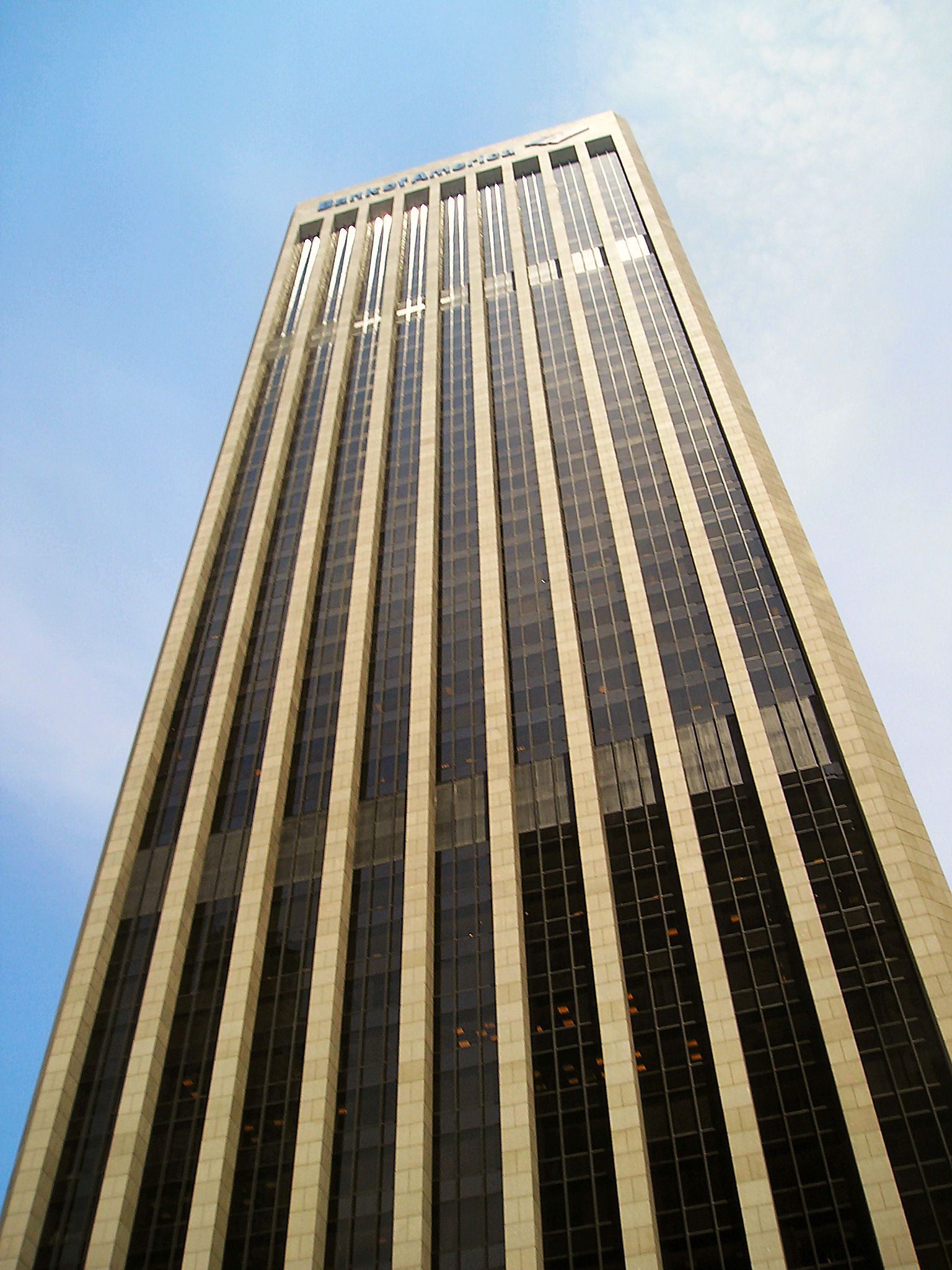
El Los Ángeles Bank of America se utilizó para la escena de la caída.

Cage dijo que con este papel, tuvo que cambiar de sus métodos regulares de movimientos constantes a tratar de ser "efectivo" mientras a menudo estaba quieto. Comentó sobre tener que adoptar la mentalidad de un niño y actuar impresionado por experiencias comunes como sentir la lluvia o la luz del sol. Se construyó un equipo para la cámara para la escena en la que el angelical Seth ve a Maggie mirándose en el espejo, y el equipo grabó el espejo sin los actores en una toma, para que el reflejo de Cage pudiera ser eliminado de la toma con ambos.
Otros efectos especiales incluyeron una representación de la vida después de la muerte "yendo a la luz", en la que Seth camina con una niña, interpretada por Sarah Dampf, que ha muerto. Después de fotografía John Seale rodó la escena en un pasillo, y John Nelson, de Sony Pictures Imageworks aumentó el brillo para terminar en blanco, añadiendo rayos de luz.
Parte de la película se rodó en los alrededores del lago Tahoe y en el condado de Kern. La escena de la "caída" se filmó parcialmente en el Los Ángeles Bank of America, mientras que Cage se colocó en una plataforma en movimiento sobre una pantalla azul. La escena de la muerte de Ryan se filmó en Old Mill Road en Crestline, California. Las escenas de la biblioteca se rodaron en la Biblioteca Pública de San Francisco. Para escenas de ángeles filmadas en Malibu Beach, aunque los personajes no son seres físicos, se decidió que los ángeles tendrían huellas visibles brevemente para evitar la percepción de que la arena era demasiado dura para dejar huellas. Por lo tanto, Nelson borró las huellas poco después de que se vieran por primera vez.

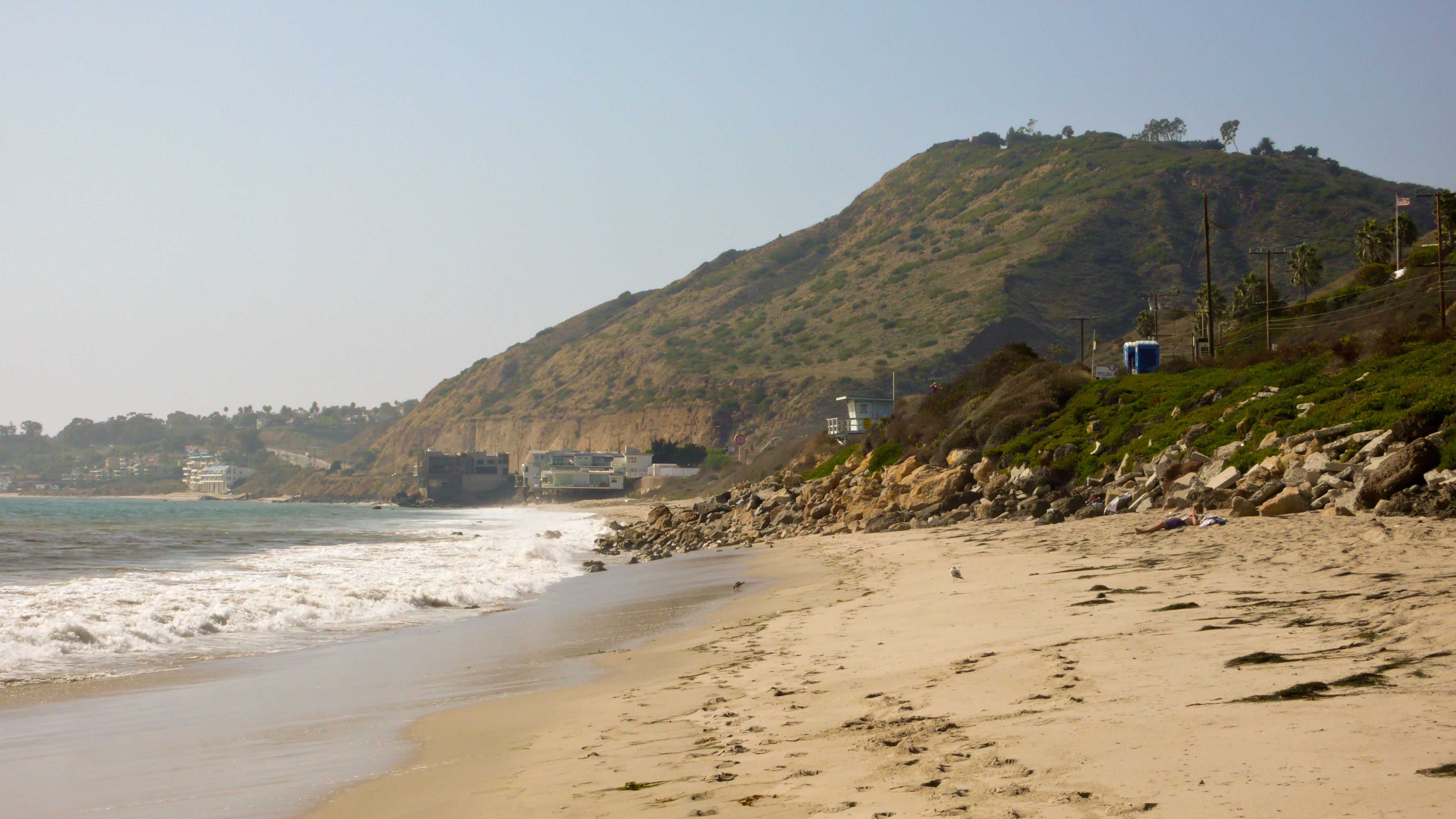
Algunas escenas se filmaron en Malibu Beach.

### Música
La banda sonora fue compuesta por Gabriel Yared, a menudo usando tres notas para transmitir el ascenso. Se utilizaron sintetizadores pop, pianos y cuerdas para las composiciones de tres notas donde los ángeles observan Los Ángeles, donde muere la niña del prólogo y donde Seth experimenta la desesperación de Maggie, respectivamente. Yared también empleó violines y chelos, a veces usando uno para acompañar una línea de diálogo de voz en off y otro para el diálogo de seguimiento. Se pueden escuchar coros y voces distantes que recuerdan la partitura de Der Himmel über Berlin de Jürgen Knieper.
La banda sonora debutó en el puesto 23 en la lista Billboard 200 en el número del 18 de abril de 1998. Sus dos sencillos, "Iris" de Goo Goo Dolls y "Uninvited" de Alanis Morissette, fueron lanzados a la radio estadounidense en marzo y todavía estaban recibiendo una difusión de radio sustancial en agosto.
Mientras componía "Iris" para la película, el compositor John Rzeznik describió sentirse inspirado para escribir la letra desde el punto de vista de un personaje, en lugar de hacerlo con su propia voz. El autor musical John Braheny escribió que la composición de Rzeznik en "Iris" sigue una forma en la que una melodía, representada por A, recibe una repetición AAA, con una letra de coro que se repite.
La canción Angel, de Sarah McLachlan, fue incluida en la banda sonora poco antes de su lanzamiento como sencillo.
La lista de canciones incluidas es:
1. Red House – Jimi Hendrix
2. Further On Up The Road – Eric Clapton
3. Mama, You Got A Daughter – John Lee Hooker
4. Feelin’ Love – Paula Cole
5. If God Will Send His Angels – U2
6. Hey! Ba-Ba-Re-Bop – Louis Prima
7. That Old Black Magic – Frank Sinatra
8. Angel – Sarah McLachlan
9. Angelus – Wojciech Kilar
10. Iris – Goo Goo Dolls
11. I Grieve – Peter Gabriel
12. Uninvited – Alanis Morissette

## Lanzamiento
En las proyecciones de prueba, Silberling dijo que la película tuvo reacciones favorables, aunque con algunos espectadores confundidos. City of Angels tuvo su debut en los Mann Theatres de Los Ángeles el 8 de abril de 1998. La proyección se llevó a cabo en beneficio de Dawn Steel Putting Girls in the Picture Fund, en honor a Steel, quien murió en diciembre de 1997. Silberling, Roven y las estrellas asistieron. El estreno más amplio de la película en los Estados Unidos tuvo lugar durante el fin de semana, distribuido por Warner Bros.
Warner Home Video publicó una edición especial en DVD en diciembre de 1998. En 2014, Warner lanzó un Blu-ray en la Region A, con comentarios de audio de Silberling, Roven y Stevens.

## Recepción

### Taquilla
La película se estrenó primero en taquilla, recaudando 16,1 millones de dólares en su primer fin de semana. Desplazó a Lost in Space, que fue el primero en la taquilla durante una semana, después de superar a Titanic, primero durante 15 semanas. Titanic ocupó el tercer lugar detrás de City of Angels y Lost in Space. City of Angels alcanzó la marca de $ 100 millones el 26 de octubre.
Terminó su carrera después de recaudar $78.685.114 en América del Norte y $ 120 millones en otros territorios, para un total de casi $ 200 millones. El escritor Craig Detweiler concluyó que la adaptación atrajo a más espectadores que el original.

### Recepción crítica

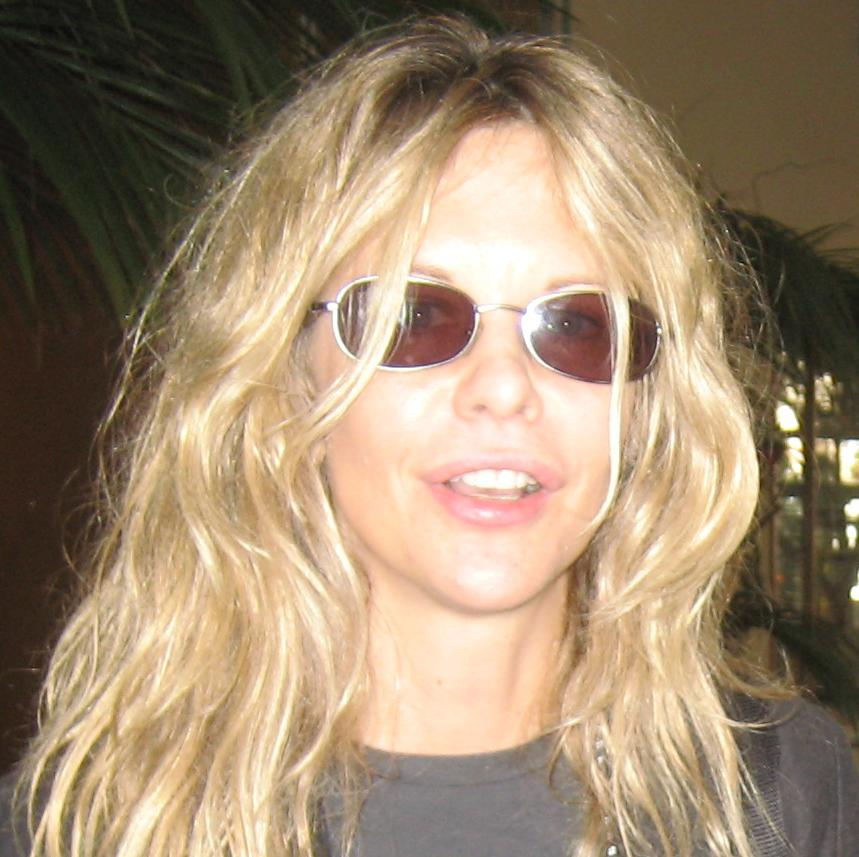
Meg Ryan recibió críticas positivas por su actuación.

Roger Ebert le dio a City of Angels tres estrellas, diciendo que Meg Ryan estaba en su mejor momento aquí, pero que la película era "más una historia de fórmula" que la original Wings of Desire, y que muchas de sus cualidades surgieron a partir de ahí. En Variety, Emanuel Levy revisó positivamente a Cage como "infinitamente ingenioso" y a Ryan como "tremendamente atractiva". En The Christian Science Monitor, Jennifer Wolcott la comparó con Ghost (1990) y Contact (1997) como una película estadounidense que podría explorar la religión y el amor, destacando la comprensión de Maggie de que su vida continuará después de la muerte de sus células sanguíneas y que el amor es más que una "reacción química". El crítico de Sun-Sentinel Roger Hurlburt elogió la actuación, la dirección y los sentimientos "profundos", y aconsejó a los lectores, "no se olviden del Kleenex". Wenders se mostró satisfecho con la adaptación de su trabajo y comentó: "Está hecho con respeto, con un sentido de descubrimiento propio".
Stephen Holden de The New York Times escribió que los clichés románticos estándar se mostraban "suntuosamente", Cage se parecía más a un asesino en serie que a un ángel, y prefería a Ryan. David Denby escribió en New York que, a diferencia de Berlín, Los Ángeles ofrece "el paraíso iluminado por el sol" donde la gente no necesita ser convencida de lo agradable que puede ser la vida. Entertainment Weekly le dio a la película una C, y Owen Gleiberman la describió como "un himno a la sensiblería". Paul Clinton de CNN desestimó la adaptación como una versión "sensiblera" e "insípida" de Wings of Desire. Michael O'Sullivan de The Washington Post tachó la película de "degradación empalagosa de su material original", y se preguntó "¿cuándo aprenderá Hollywood a dejar lo bueno en paz?" Michael Wilmington le dio dos estrellas y media en el Chicago Tribune, disfrutando de la apariencia de la película pero concluyendo que se siente "forzada y mecánicamente llorosa". Escribiendo para Empire, William Thomas le dio crédito a Silberling por "un ojo fresco", pero sintió que la película se quedó corta en "tonterías filosóficas". Andrew Johnston escribiendo en Time Out New York concluyó: "En el último rollo, lo que comenzó como un estudio filosófico sobre la muerte y la añoranza se convierte en un descarado juego de lágrimas, pero incluso entonces el impulso acumulado te arrastra. Las películas convencionales rara vez son más líricas".
En 2012, Time la incluyó en su lista de las 10 mejores representaciones del cielo en pantalla, por su interpretación de la experiencia de la vida después de la muerte de "ir hacia la luz". En su Guía de películas de 2015, Leonard Maltin le dio dos estrellas y media, considerándola "aún intrigante" aunque perdiendo gran parte de la atmósfera del original. Ese año, Indiewire, al revisar adaptaciones, calificó a City of Angels como "una bastardización enfermiza" de su material original, aunque remarcó que el propio Wenders no pudo duplicar su éxito con su secuela de 1993, Faraway, So Close!. En 2017, MSN la incluyó en su lista de las 20 peores adaptaciones de películas de todos los tiempos, reconociéndola como un éxito financiero, pero "una lacrimógena schmaltzy" en comparación con la poesía del original. La película tiene una puntuación del 58% en Rotten Tomatoes según 60 reseñas, con una puntuación media de 6,24/10. El consenso del sitio dice: "Es posible que City of Angels no toque el corazón con tanta facilidad como pretende, pero los resultados finales dejarán a más de unos pocos espectadores llorando". La película tiene una calificación de 54 sobre 100 en Metacritic basada en 22 críticas, lo que indica "críticas mixtas o promedio".

### Reconocimientos
City of Angels: Music from the Motion Picture recibió nominaciones en los 41° Grammy Awards, y la película recibió nominaciones y premios en ceremonias en honor al cine:
| Premio                           | Fecha               | Categoría                       | Nominado                         | Resultado | Ref(s)        |
| -------------------------------- | ------------------- | ------------------------------- | -------------------------------- | --------- | ------------- |
| ASCAP Award                      | 1999                | Películas de taquilla           | City of Angels                   | Ganador   | [ 58 ]        |
| Blockbuster Entertainment Awards | 1999                | Actor favorito – Drama/Romance  | Nicolas Cage                     | Ganador   | [ 59 ]        |
| Blockbuster Entertainment Awards | 1999                | Actriz favorita – Drama/Romance | Meg Ryan                         | Nominado  | [ 60 ]        |
| Golden Globes                    | 24 de enero de 1999 | Mejor canción original          | "Uninvited" de Alanis Morissette | Nominado  | [ 61 ]        |
| MTV Movie Awards                 | 5 de junio de 1999  | Mejor dúo en pantalla           | Nicolas Cage y Meg Ryan          | Nominado  | [ 62 ]        |
| MTV Movie Awards                 | 5 de junio de 1999  | Mejor canción de película       | "Iris" de Goo Goo Dolls          | Nominado  | [ 62 ]        |
| Satellite Awards                 | 17 de enero de 1999 | Mejor banda sonora              | Gabriel Yared                    | Nominado  | [ 63 ]        |
| Saturn Awards                    | 9 de junio de 1999  | Mejor película de fantasía      | City of Angels                   | Nominado  | [ 60 ] [ 64 ] |
| Saturn Awards                    | 9 de junio de 1999  | Mejor actriz                    | Meg Ryan                         | Nominado  | [ 60 ] [ 64 ] |
| Saturn Awards                    | 9 de junio de 1999  | Mejor actor de reparto          | Dennis Franz                     | Nominado  | [ 60 ] [ 64 ] |